# Kurt Bendlin
 (août 2024).
Si vous disposez d'ouvrages ou d'articles de référence ou si vous connaissez des sites web de qualité traitant du thème abordé ici, merci de compléter l'article en donnant les références utiles à sa vérifiabilité et en les liant à la section « Notes et références ».
Kurt Bendlin, né le 22 mai 1943 près de Thorn (Reichsgau Danzig Westpreußen) et mort le 29 août 2024 à Paderborn, est un athlète décathlonien ouest-allemand.

## Biographie
Kurt Bendlin remporte aux Jeux olympiques d'été de 1968 (pour l'Allemagne de l'Ouest) la médaille de bronze au décathlon. Il est aussi détenteur du record du monde.
Il est élu personnalité sportive allemande de l'année en 1967.

## Palmarès

### Jeux olympiques
- Jeux olympiques de 1968 à Mexico ( Mexique)
  -  Médaille de bronze au décathlon

### Championnats d'Europe d'athlétisme
- Championnats d'Europe d'athlétisme de 1971 à Helsinki ( Finlande)
  - abandon au décathlon

## Records
- Record du monde du décathlon avec 8 319 points (8 234 selon les tables d'aujourd'hui) le 14 mai 1967 à Heidelberg (amélioration du record de Russ Hodge, sera battu par Bill Toomey à Los Angeles le 11 décembre 1969)